# Антонио Пезенти
Антонио Пезенти (итал. Antonio Pesenti,  17. мај 1908. — 10. јун 1968) бивши је италијански професионални бициклиста у периоду од 1929. до 1939. године. Пезенти је највећи успјех остварио 1932. године, када је освојио Ђиро д’Италију. На Тур де Франсу освојио је подијум — треће мјесто 1931 године, док је 1932 завршио четврти. 

## Каријера

### 1929—1931
Пезенти је каријеру почео 1929 године и већ прве сезоне возио је Тур де Франс. У спринту на петој етапи, Пезенти је завшио шести, шесту етапу завршио је на 41 мјесту, након чега је напустио Тур. Године 1930. завршио је на 16 мјесту Милано—Санремо, након чега је возио Ђиро д’Италију. На трећој етапи завршио је пети, 30 секунди иза Луиђија Маркизија. На четвртој етапи завршио је шести, захваљујући чему је дошао до деветог мјеста у генералном пласману. Седмим мјестом на петој етапи - попео се на осмо мјесто у генералном пласману. У топ 10 завршио је и на осмој и деветој етапи, захваљујући чему је стигао до седмог мјеста у генералном пласману. Највећи успјех Пезенти је остварио на етапи 13, гдје је побиједио два минута испред Луиђија Ђакобеа и дошао је до петог мјеста у генералном пласману. У топ 10 завршио је и последње двије етапе и Ђиро је завршио на петом мјесту.
Године 1931, Пезенти је дошао на Ђиру као самосталан возач. На шестој етапи, од Наполија до Рима, Пезенти је завршио други, изгубивши у спринту од Етореа Маинија. На десетој етапи завршио је седми, а четвртим мјестом на етапи 11, воженој до Сестријереа, Пезенти је дошао до осмог мјеста у генералном пласману. На етапи 11, Франческо Камусо је отишао у бијег; Ђакобе, Макризио, Пезенти и Феличе Гремо су оформили потјеру за њим, али нису могли да га достигну, изгубили су три минута. Последња, етапа 12 вожена од Торина до Милана, била је спринтерска, али је било промјена у генералном пласману и Пезенти је на крају завршио Ђиро на седмом мјесту. Након Ђира, Пезенти је возио Тур де Франс. Прве борбе вођене су на деветој етапи, на успонима Кол де Обиск и Кол де Турмале. Антонен Мањ је побиједио четири минута испред Пезентија, који је дошао до другог мјеста у генералном пласману, девет минута иза Мања. На етапи 14 вођене су нове борбе у брдима, Пезенти је још једном завршио други - 17 секунди иза Еженија Гестрија, али је завршио скоро пет минута испред Антонена Мања, захваљујући чему је смањио заостатак на пет и по минута. На етапи 15, трећи пут је Пезенти завршио други, овога пута два минута иза Јефа Демојсера. На етапи 17 вожен је Кол де Галибије, Мањ, Пезенти и Демојсер су завршили заједно. На претпоследњој, етапи 23, Пезенти је доживио крах, изгубио је 17 минута и пао је на треће мјесто. На последњој етапи на Парку принчева, завршио је десети; Тур је завршио на трећем мјесту, 22 минута иза Антонена Мања.

### 1932
Године 1932 завршио је осми Милано—Санремо, након чега је возио Ђиро д’Италију. Након успјеха на Туру претходне године, Пезенти на Ђиро дошао као помоћник Алфреда Бинде. Од конкурената за висок пласман ту су били: Костанте Ђирарденго, Леарко Гвера, Алфредо Бинда, Франческо Камусо, као и ривали са претходног Тура - Антонен Мањ и Јеф Демојсер. Занимљиво је да је учешће узео и Ђовани Ђерби, са 47 година. На другој етапи, Њемац Херман Бузе је тријумфово након бијега, 11 минута испред групе. Бузе је предност задржао и након шест етапа, што је разљутило навијаче. На седмој етапи, Пезенти је напао и био је недостижан. Пезенти и група која га је јурила, дошли су на циљ сат прије предвиђеног времена и капије стадиона у Фођи су биле закључане; Откључане су таман на вријеме да Пезенти уђе. Пезенти је побиједио са три минута испред Рафаелеа ди Пака, док је Бузе изгубио 33 минута, а Гвера 16. Пезенти је Ђиро почео као Биндин помоћник, али је након седме етапе био нови лидер, пет минута испред Ди Пака. Након седме етапе, Бинда му је рекао "Сада ћеш ти бити лидер тима". На осмој етапи, Пезенти је изгубио минут од Гвере, али је он био предалеко у генералном пласману; Ди Пако је напустио Ђиро и најближи Пезентију је био Демојсер, који је заостајао десет минута. На последњих пет етапа, нико није угрозио Пезентија, који је на крају освојио Ђиро 11 минута испред Демојсера.
Након побједе на Ђиру, Пезенти је возио Тур де Франс. Након почетних спринтерских етапа, на петој су вожени Обиск и Турмале; Пезенти је побиједио одспринтавши Беноа Фореа, остваривши тако прву побједу на Туру. Захваљујући побједи дошао је до четвртог мјеста у генералном пласману. Након осме етапе дошао је до трећег мјеста; а након побједе Камуса на десетој етапи, пао је опет на четврто мјесто. У наставку Тура губио је вријеме и завршио је четврти, 37 минута иза Андреа Ледика.

### 1933—1939
Пезенти је возио Ђиро 1933, али није био конкурентан и није га завршио. Док више ниједном није возио Тур, Ђиро је успио да заврши 1936, на 19 мјесту. Етапу 11 је завршио на десетом мјесту. Након двије сјајне сезоне, Пезенти је потпуно нестао, није забиљежио ниједан значајан резултат.